# Котляровка (Харьковская область)
Котляровка (укр. Котлярівка), село,
Кисловский сельский совет,
Купянский район,
Харьковская область.
Код КОАТУУ — 6323782502. Население по переписи 2001 года составляет 255 (120/135 м/ж) человек.

## Географическое положение
Село Котляровка находится на расстоянии в 5 км от реки Кобылка.
Примыкает к селу Кисловка.
Рядом проходит автомобильная дорога Р-07.
На расстоянии в 1 км расположена железнодорожная станция Кисловка.

## История
- 1711 — дата основания.

## Экономика
- Молочно-товарная ферма.